# Shout at the Devil
A Shout at the Devil a Mötley Crüe amerikai glam metál együttes második nagylemeze és második stúdióalbuma is egyben. Az album 1983. szeptember 26-án jelent meg. Főként a Looks That Kill, a Too Young to Fall in Love, és a címadó dal, a Shout at the Devil lett nagy sláger a lemezről. Az album négyszeres platinalemez.
A lemezt 2017-ben a Rolling Stone magazin a Minden idők 100 legjobb metalalbuma listáján a 44. helyre rangsorolta.

## Számlista
1. In the Beginning (Geoff Workman, Nikki Sixx) – 1:13
2. Shout at the Devil (Sixx) – 3:16
3. Looks That Kill (Sixx) – 4:07
4. Bastard (Sixx) – 2:54
5. God Bless the Children of the Beast (Mick Mars) – 1:33
6. Helter Skelter (John Lennon, Paul McCartney) – 3:09
7. Red Hot (Mars, Vince Neil, Sixx) – 3:21
8. Too Young to Fall in Love (Sixx) – 3:35
9. Knock Em Dead Kid (Sixx, Neil) – 3:40
10. Ten Seconds to Love (Sixx, Neil) – 4:17
11. Danger (Sixx, Mars, Neil) – 3:51

A 2003-as újrakiadáson található bónuszfelvételek
1. Shout at the Devil (Demo) – 3:15
2. Looks That Kill (Demo) – 5:03
3. Hotter Than Hell (Demo) – 2:49
4. I Will Survive (Kiadatlan felvétel) – 3:19
5. Too Young To Fall In Love (Demo) – 3:03
6. Looks That Kill (Video)

## Kislemezek
- "Looks That Kill / Piece for Your Action" – 1984. január 4.
- "Too Young To Fall In Love / Merry-Go-Round" – 1984. április 30.

## Közreműködők
- Vince Neil: ének
- Mick Mars: gitár
- Nikki Sixx: basszusgitár
- Tommy Lee: dob